# Bilingue
Als Bilingue (auch: Bilinguis, zu lateinisch bilinguis ‚zweisprachig‘) wird ein Schriftdokument bezeichnet, das Versionen desselben Texts in zwei verschiedenen Sprachen enthält. Wenn dabei die Übersetzung dem Original getreu folgt, sind die Inhalte beider Texte identisch. Gelegentlich sind jedoch auch Abweichungen zu verzeichnen. Als Trilingue (auch: Trilinguis, zu lat. trilinguis ‚dreisprachig‘) wird dementsprechend ein Schriftdokument bezeichnet, das Versionen desselben Texts in drei verschiedenen Sprachen enthält. 
Alte Bi- und Trilinguen sind vor allem für die Schrift- und Sprachforschung von großer Bedeutung. Insbesondere, wenn eine der beiden Schriften bisher nicht entziffert wurde bzw. die verwendete Sprache nicht bekannt ist, die Schrift und/oder Sprache der anderen aber wohlbekannt ist. In diesem Fall kann es gelingen – vorausgesetzt, der Text ist lang und die Inhalte in beiden Sprachen möglichst identisch – die bisher unbekannte Schrift zu entziffern bzw. die unbekannte Sprache zu deuten. 

## Bekannte Bilinguen

### Goldbleche von Pyrgi
Bei den 1964 von Massimo Pallottino bei Ausgrabungen entdeckten Goldblechen von Pyrgi handelt es sich um drei dünne Goldbleche, zwei davon in etruskischer und eines in punischer Sprache. Die längere etruskische und die punische Inschrift haben einen ähnlichen Inhalt, ohne jedoch identisch zu sein. Die Bleche gelten neben der Agramer Mumienbinde als ein herausragender Fund der etruskischen Schrift und Sprache.

### Bilingue von Kaunos
Ein jüngeres Beispiel ist die Bilingue aus Kaunos (West-Kleinasien). Der Text ist in altgriechischer und karischer Sprache in den Stein gemeißelt. Das Karische ist die Sprache der Karer, eines antiken Volkes in West-Kleinasien. Bisher war die karische Sprache nur aus einigen kurzen einsprachigen Inschriften bekannt, die aber nicht übersetzt werden konnten. Mitte der 1990er Jahre gelang es durch die Bilingue von Kaunos, die Sprache der Karer wenigstens teilweise zu entschlüsseln.

### Inschrift am Pfeilergrabmal in Thugga
Eine berühmte, seit 1631 in Europa bekannte bilingue Inschrift am Pfeilergrabmal in Thugga weist zwei gleichlautende siebenzeilige Texte in numidischer und punischer Sprache auf. Damit wurde die Inschrift zur Grundlage für die Entzifferung der numidischen Sprache.

### Bilingue von Karatepe
Die Bilingue von Karatepe in phönizischer und hieroglyphen-luwischer Sprache trug maßgeblich zur Entzifferung der luwischen Hieroglyphen bei, die zum Zeitpunkt der Entdeckung noch als Hieroglyphen-Hethitisch bezeichnet wurden.

## Bekannte Trilinguen

### Stein von Rosetta
Der berühmte Stein von Rosetta, mit dessen Hilfe es gelang, den Schlüssel für die Entzifferung der ägyptischen Hieroglyphen zu finden, ist in drei Varietäten beziehungsweise Sprachen verfasst (daher eine Trilingue): in Hieroglyphen, in Demotisch und in Altgriechisch.

### Behistun-Inschrift
Die Behistun-Inschrift ist ebenfalls eine dreisprachige Tafel, in den Sprachen altpersisch, elamisch und babylonisch. Der Text beschreibt den Aufstieg des Achämenidenkönigs Dareios I. Die Inschrift wurde erstmals von Henry Creswicke Rawlinson vollständig kopiert und veröffentlicht. Damit konnten die letzten offenen Fragen bei der Entzifferung der Keilschrift gelöst werden.

### Trilingue vom Letoon
Die so genannte Trilingue vom Letoon (auch Trilingue von Xanthos) ist eine in aramäischer, griechischer und lykischer Sprache (Lykisch A) beschriftete Stele, die 1973 im Letoheiligtum bei Xanthos, dem antiken Hauptort Lykiens (Kleinasien), entdeckt wurde. Sie steht heute im Museum von Fethiye (Türkei). Die griechische und die lykische Fassung entsprechen einander weitgehend, die aramäische Fassung bietet jedoch eher einen Kurztext.

## Bekannte Quadrilinguen

### Myazedi-Inschrift
Die Myazedi-Inschrift, die in Bagan gefunden wurde, der historischen Hauptstadt des gleichnamigen Königreichs im heutigen Birma, ist in vier Sprachen verfasst: Pali, Pyu, Mon und Birmanisch. Sie ist auf das Jahr 1113 datiert und ermöglichte es Charles Otto Blagden im Jahre 1911, die bis dahin so gut wie unbekannte Pyu-Sprache teilweise zu deuten.

## Der Begriff in der Klassischen Archäologie
In Anlehnung an den philologischen Begriff nennt man in der Klassischen Archäologie attische Vasen, die in schwarzfiguriger wie auch in rotfiguriger Technik bemalt sind, Bilinguen. 

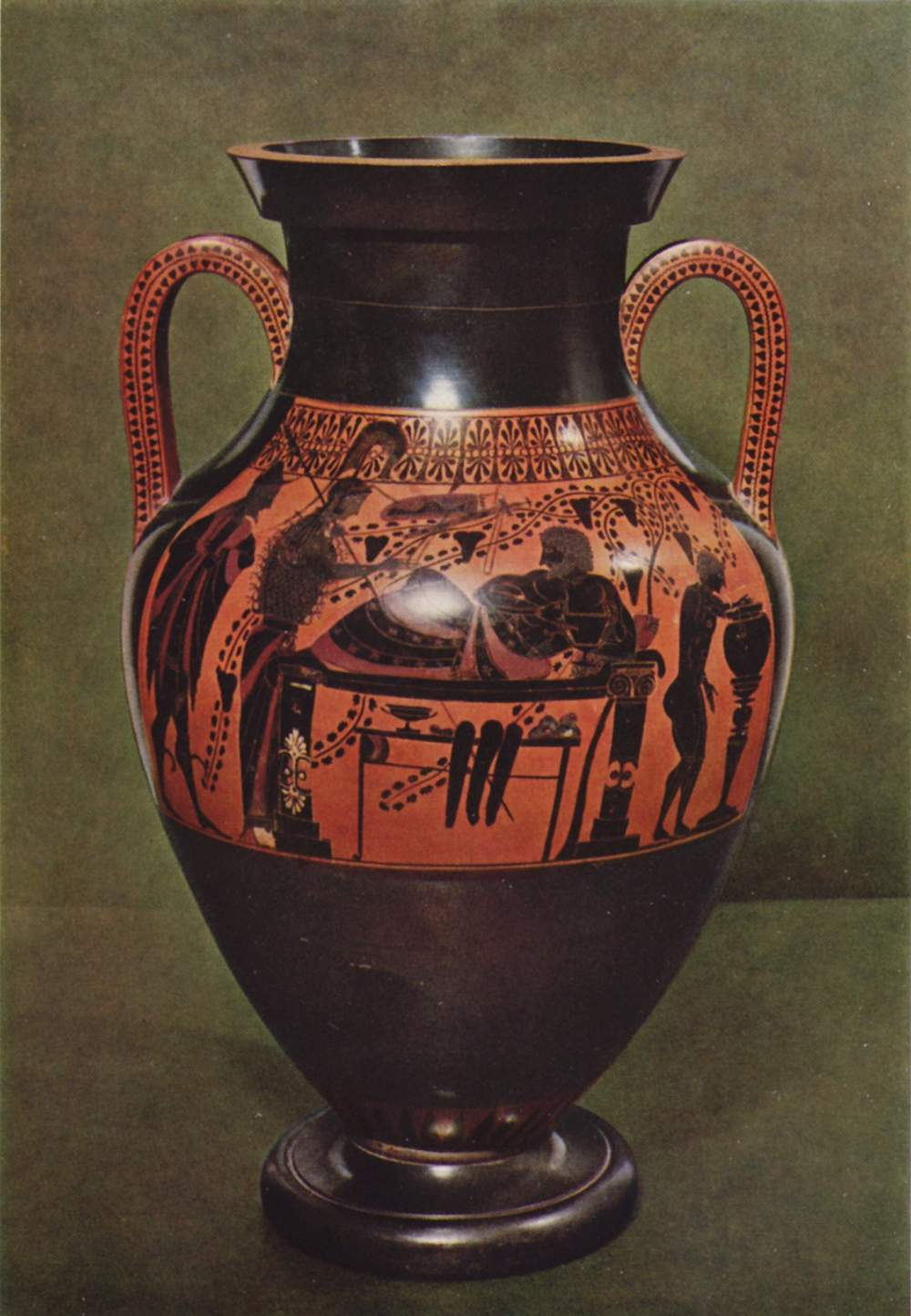
Bilingue Amphora: Herakles auf dem Ruhebett, schwarzfigurige Seite, München, Staatliche Antikensammlungen B 2301, um 520 v. Chr.
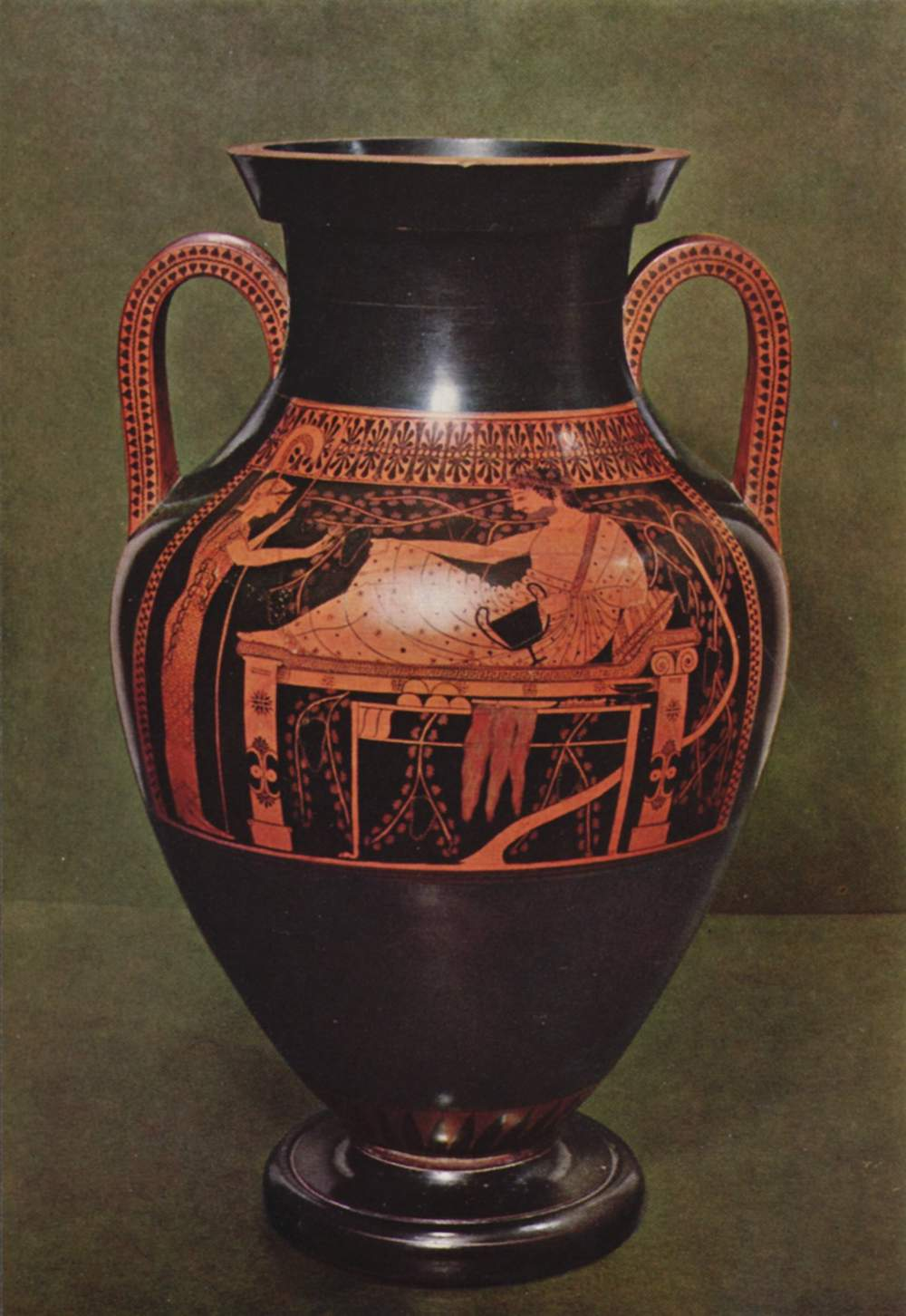
Bilingue Amphora: Herakles auf dem Ruhebett, rotfigurige Seite, München, Staatliche Antikensammlungen B 2301, um 520 v. Chr.